# ديفيد غولدفارب
ديفيد غولدفارب هو عضو مجموعة ضغط وسياسي أمريكي، ولد في 1 مارس 1917، وتوفي في 27 يناير 2000. نشط حزبياً في الحزب الجمهوري. وقد انتخب عضو جمعية نيوجيرسي العامة ‏.